# 1920 au Canada
Pour un article plus général, voir Chronologie du Canada.
Cet article traite des événements qui se sont produits durant l'année 1920 au Canada.

## Événements
- 12 mars : implantation du premier Lions Clubs à Windsor, Ontario.

### Politique

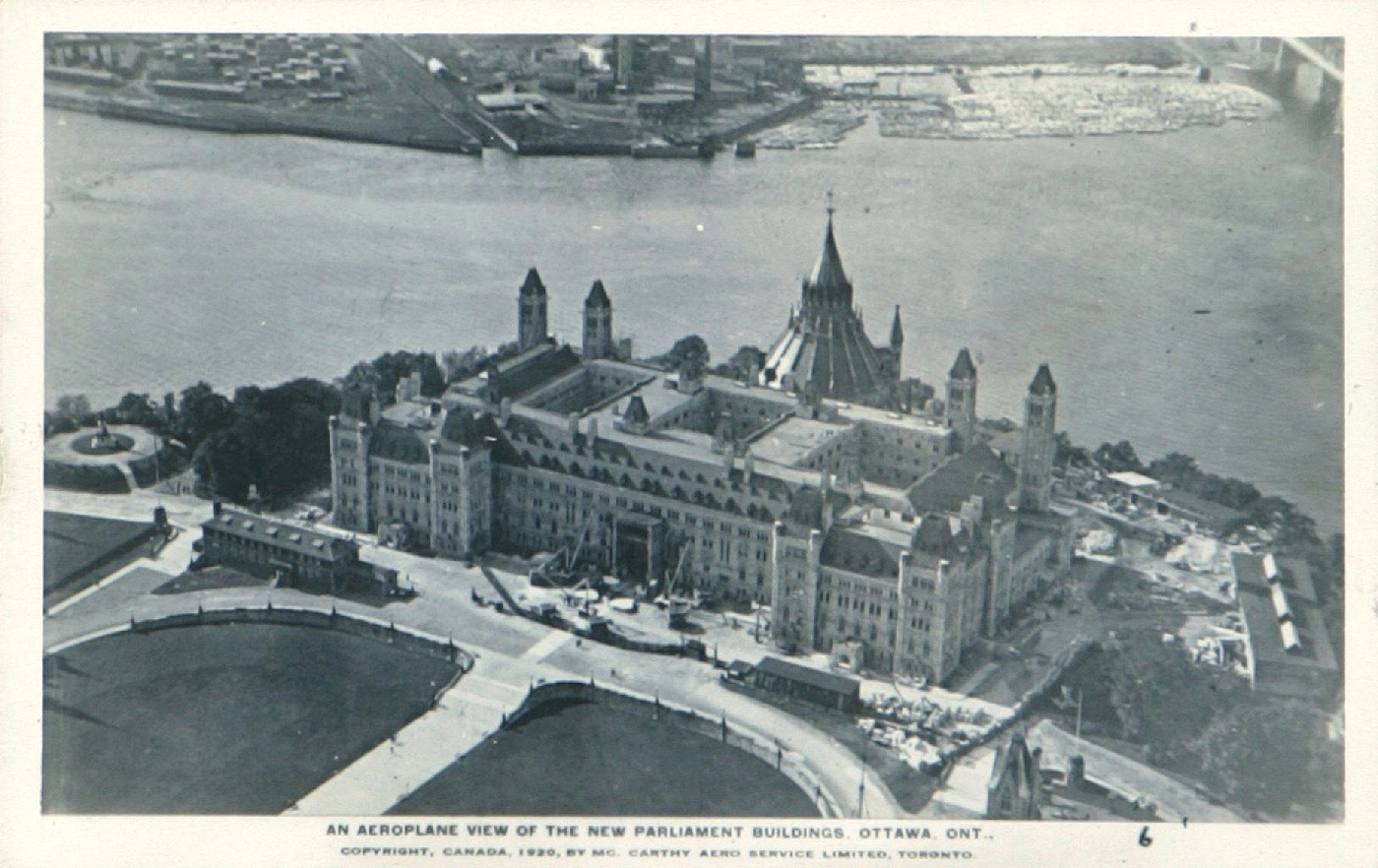
Parlement en construction

- 1er janvier : les portions restantes des Territoires du Nord-Ouest sont divisées en trois districts provisoires : Mackenzie, Keewatin et Franklin[réf. nécessaire].

- 14 février : loi de création de l'Université de Montréal.
- 26 février : les Amérindiens obtiennent le droit de vote.
- 1er avril : l’Ordre général n° 37 promulgue l’existence du « 22nd Regiment » de la Force permanente de la Milice active du Canada. Celui-ci deviendra le Royal 22e Régiment.
- 9 juillet : Louis-Alexandre Taschereau remplace Lomer Gouin comme premier ministre du Québec.
- 10 juillet : Robert Laird Borden, Premier ministre (unioniste) du Parti conservateur se retire et est remplacé par Arthur Meighen.
- Le Canada joint la Société des Nations.

### Justice
- Affaire Aurore Gagnon, alias Aurore, l’enfant martyre.

### Sport

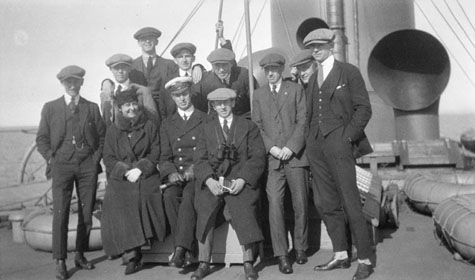
L'équipe de hockey les Falcons de Winnipeg

#### Hockey

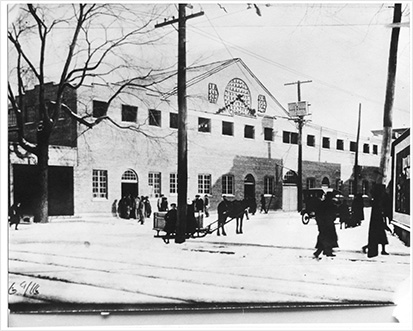
Aréna Mont-Royal à Montréal

- Fin de la saison 1919-1920 de la LNH : les Sénateurs d'Ottawa sont champions de la LNH et remportent la Coupe Stanley contre les Metropolitans de Seattle de l'Association de hockey de la Côte du Pacifique.
- les Bulldogs de Québec déménagent pour devenir les Tigers de Hamilton.
- Les Canadiens de Montréal disputent leurs matchs à l'Aréna Mont-Royal.
- Début de la Saison 1920-1921 de la LNH.

#### Jeux olympiques d'été de 1920
- 24 avril : L'équipe amateure les Falcons de Winnipeg représentent le Canada au hockey comme sport de démonstration et remportent le championnat.
- Earl Thomson obtient la médaille d'or sur 110 mètres haies.

#### Football
- L'Université de Toronto remporte la Coupe Grey contre les Argonauts de Toronto.

### Économie

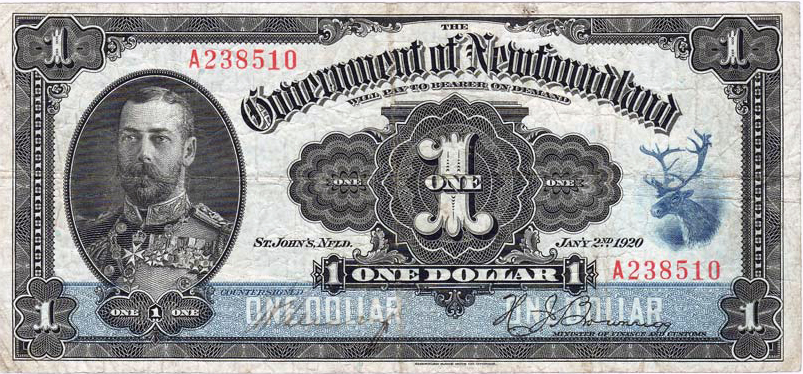
Dollar de Terre-Neuve

- 6 juin : création du chemin de fer Canadien National.
- Fondation de l'entreprise de médicaments Buckley's.

### Science
- L'Hôpital Royal Victoria de Montréal devient un centre de recherche.

### Culture
- Des artistes de Toronto se réunissent et se donnent comme nom Groupe des Sept.

### Religion
- 17 novembre : érection en vicariat apostolique de l'Ontario nord qui deviendra plus tard le Diocèse de Hearst. Joseph-Jean-Baptiste Hallé est son premier évêque.

## Naissances
- 12 janvier : Bill Reid, sculpteur.
- 23 février : Paul Gérin-Lajoie, politicien.
- 25 février Gérard Bessette, auteur.
- Merrill Edwin Barrington, homme politique fédéral provenant du Québec.
- 3 mars : James Doohan, acteur.
- 12 juillet : Pierre Berton, écrivain.
- 3 août : Lucien Lamoureux, politicien.
- 13 août : Ti-Blanc Richard, violoniste.
- 24 août : Alex Colville, artiste-peintre.
- 3 septembre : Gilbert Finn, lieutenant-gouverneur du Nouveau-Brunswick.
- 6 septembre : Helen Hunley, lieutenant-gouverneur de l'Alberta.
- 26 septembre : Roger Guindon, prêtre québécois.
- Edmund Tobin Asselin, homme politique fédéral provenant du Québec.
- 18 novembre : George Johnson, lieutenant-gouverneur du Manitoba.

## Décès
- 12 février : Aurore Gagnon enfant martyre.
- 16 février : Augustus Goodridge, premier ministre de Terre-Neuve.
- 25 avril : Alexander Grant MacKay, chef du Parti libéral de l'Ontario.
- 6 juin : James Dunsmuir, premier ministre de la Colombie-Britannique.
- 27 juin : Adolphe-Basile Routhier, auteur des paroles du O Canada.
- 18 juillet : John Macoun, botaniste.
- 19 août : James Moffat Douglas, fermier, missionnaire et politicien.
- 1er septembre : John Sebastian Helmcken, médecin.
- 5 septembre : Agnes Bernard, femme de John Alexander Macdonald.
- 7 septembre : Simon-Napoléon Parent, premier ministre du Québec.
- 18 septembre : Robert Beaven, premier ministre de la Colombie-Britannique.
- 30 septembre : William Wilfred Sullivan, premier ministre de l'Île-du-Prince-Édouard.
- 31 octobre : Alphonse Desjardins, fondateur des caisses populaires Desjardins.
- 12 décembre : Edward Gawler Prior, premier ministre de la Colombie-Britannique.